# Kovács L. Gábor
Kovács L. Gábor (Pécs, 1948. március 15. –) Széchenyi-díjas magyar orvos, neuroendokrinológus, laboratóriumi szakorvos, emeritus egyetemi tanár, a Magyar Tudományos Akadémia rendes tagja. Korábban az idegrendszeri peptideknek a kísérletes kábítószer- és alkohol-hozzászokásokra vonatkozó hatásának kutatója, jelenleg az emberi reprodukció molekuláris biomarkereinek kutatója. A Pécsi Tudományegyetem Egészségtudományi Karának dékánja, majd a PTE tudományos és innovációs rektorhelyettese volt. 2012-2018 között a PTE Szentágothai János Kutatóközpont elnöke. 2017-2020 között az MTA Doktori Tanácsának elnöke, 2020-tól az MTA Felügyelő Testületének elnöke és az MTA Orvosi Tudományok Osztályának elnökhelyettese. Az Egészségügyi Tudományos Tanács Humán Reprodukciós Bizottságának elnökhelyettese.

## Életpályája
1966-ban érettségizett, majd felvették a Pécsi Orvostudományi Egyetemre (POTE, ma a Pécsi Tudományegyetem része), itt szerzett orvosi diplomát 1972-ben. Diplomájának megszerzése után az egyetem Élettani Intézetének tanársegéde lett, majd 1976-ban átment Szent-Györgyi Albert Orvostudományi Egyetem Kórélettani Intézetébe. Itt előbb tanársegédként, majd 1980-tól adjunktusként, 1985-ben pedig egyetemi docensként dolgozott. Eközben 1977–1987-ben az Utrechti Egyetemen vett részt posztgraduális képzésen. 1987-ben kikerült az egyetemi környezetből és a szombathelyi Markusovszky Kórház osztályvezető főorvosa lett. 1990-ben a kórház orvos-igazgatójává nevezték ki, ezt a tisztséget 1999-ig töltötte be, majd 2000-ig főigazgató főorvosa volt. Emellett 1994-ben a POTE Egészségügyi Főiskolai Karán kapott főiskolai tanári kinevezést. 1995-ben egészségügyi menedzseri diplomát szerzett. 1997 és 2000 között a főiskola szombathelyi képzési központjának igazgatója volt. 1997-ben egyetemi tanári megbízást kapott. 2001-ben a főiskolai kar intézetigazgatója, majd 2004-ben a Pécsi Tudományegyetem Általános Orvostudományi Kar Laboratóriumi Medicina Intézet igazgatásával bízták meg. 1998 és 2001 között Széchenyi professzori ösztöndíjjal kutatott.
1978-ban védte meg az orvostudományok kandidátusi, 1987-ben akadémiai doktori értekezését.  2004-ben megválasztották a Magyar Tudományos Akadémia levelező, 2010-ben pedig rendes tagjává. Ekkor a Pécsi Akadémiai Bizottság, az Akadémiai Kutatóhelyek Tanácsa tagja lett, majd 2005-ben a Hálózati Tanácsba is bekerült. Jelenleg az MTA Orvosi Tudományok Osztályának elnök-helyettese, az MTA Felügyelő Testületének elnöke, valamint az MTA Pécsi Területi Bizottságának elnöke. Akadémiai elismerése mellett 1992 és 1998 között, valamint 2004-től a Laboratóriumi Vizsgálatok Szakmai Kollégiumának elnöke. 1998 és 2005 között a Magyar Laboratóriumi Diagnosztikai Társaságot vezette. 2001-ben az Európai Laboratóriumi Szövetség elnökségi tagjává választották. 2007-ben a Magyar Akkreditációs Bizottság plénumának tagja lett, 2024-ig az Orvostudományi Szakbizottság társelnöke. 2005-ben a Cseh Purkinje Orvostudományi Társaság és 2007-ben a Horvát Klinikai Biokémiai Társaság is felvette tagjai sorába.
2012-2018 között a PTE Szentágothai János Kutatóközpont elnöke, 2018-tól a központ tudományos igazgatója. A Humán Reprodukciós Nemzeti Laboratórium szakmai vezetője.

## Munkássága
Fő kutatási területei a neuroendokrinológia, a neuroimmunológia, valamint az endokrin rendszer és az idegrendszer kapcsolatának elemzése, e témakörön belül az idegrendszeri peptidek hatása a kísérletes kábítószer- és alkohol-hozzászokásokra. Itt a laboratóriumi paraméterek, a hormonok és az ingerület-átvitel kapcsolatát és kölcsönhatásait is vizsgálja. Foglalkozik különböző szabályozó fehérjék, valamint neuropeptidek és modulátorok kölcsönhatásával, e kutatásai során kimutatta, hogy a genetikai háttér és az anyagcserében részt vevő anyagok (úgynevezett metabolitok) jelentős szerepet játszanak az átvitel folyamatában és annak zavarainak kialakulásában. Ennek fontossága, hogy a tömegspektrometria és a molekuláris genetika diagnosztikus módszereivel a korai kezelés lehetőségét biztosítsa egyes orvosi (szaporítási és újszülött-gyógyászati) folyamatokban és a zavarok során kialakuló helyzetekben. Jelentős eredménye, hogy érhetőbbé váltak a válsághelyzetben levő betegekben zajló patológiás folyamatok. 2020-tól a Humán Reprodukciós Nemzeti Laboratórium szakmai vezetője.

## Díjai, elismerései
- A Szegedi Orvostudományi Egyetem Kiváló Oktatója (1985)
- Pándy Kálmán-emlékérem (Magyar Laboratóriumi Diagnosztikai Társaság, 1992)
- A Magyar Köztársasági Érdemrend kiskeresztje (1998)
- Az Amerikai Klinikai Kémiai Társaság (AACC) Nemzetközi Díja (1999)
- Az év legnépszerűbb oktatója (PTE, 2001)
- Akadémiai Díj (Magyar Tudományos Akadémia, 2002)
- Szent-Györgyi Albert-díj (2003)
- Jendrassik Loránd-emlékérem (Magyar Laboratóriumi Diagnosztikai Társaság, 2006)
- Bálint Péter-emlékérem (Magyar Laboratóriumi Szakdolgozók Egyesülete, 2007)
- Pro Facultate kitüntetés (PTE ETK, 2008)
- A Debreceni Egyetem Orvostudományi és Egészségtudományi Centrum Ezüstérme (2008)
- A Magyar Érdemrend tisztikeresztje (2013)
- Vilmos püspök-díj (2014)
- Széchenyi-díj (2015)
- Pro Universitate Quinqeecclesiensi Díj (Pécsi Tudományegyetem ): 2017
- Ezüst Pándy Kálmán-emlékérem (Magyar Laboratóriumi Diagnosztikai Társaság): 2017
- Genersich Antal-díj (akadémikusok részére): 2016
- Pro Facultate Medicinae Aranyérem (Pécsi Tudományegyetem, ÁOK): 2019
- Semmelweis Ignác-díj (2021)
- Pro Universitate Quinqeecclesiensi Díj (Pécsi Tudományegyetem ): 2023

## Főbb publikációi
- Effect of Melatonin and Prinealectomy on Avoidance and Exploratory Activity in the Rat (társszerző, 1974)
- Role of Oxytocin in Memory and Amnesia (Telegdy Gyulával, 1982)
- Oxytocin is a Precursor of Potent Behaviorally Active Neuropeptides (társszerző, 1983)
- Endokrinológiai vizsgálatok (1983)
- Oxytocin and Addiction: a Review (társszerző, 1998)
- Atrial Natriuretic Peptide Modulates NMDA-induced Hyperexcitability in Ethanol-Dependent Mice (2000)
- Macroprolactinemia: A Laboratory Pitfall with Clinical Consequences (társszerző, 2003)
- Lithium Induces Phosphoglucomutase Activity in Various Tissues of Rats and in Bipolar Patients(társszerző, 2006)
- Neuropeptidek az adaptáció szolgálatában. Székfoglaló előadások a Magyar Tudományos Akadémián. (2014)
- Comparative analysis of abdominal fluid cytokine levels in ovarian hyperstimulation syndrome (OHSS)(társszerző 2020)
- Fractalkine Regulates HEC-1A/JEG-3 Interaction by Influencing the Expression of Implantation-Related Genes in an In Vitro Co-Culture Model (társszerző 2020)
- European survey on national training activities in clinical research(2019)
- Alpha-1 chain of human haptoglobin as viability marker of in vitro fertilized human embryos information beyond morphology (társszerző 2019)